# Liste der Baudenkmäler in Zell (Oberpfalz)

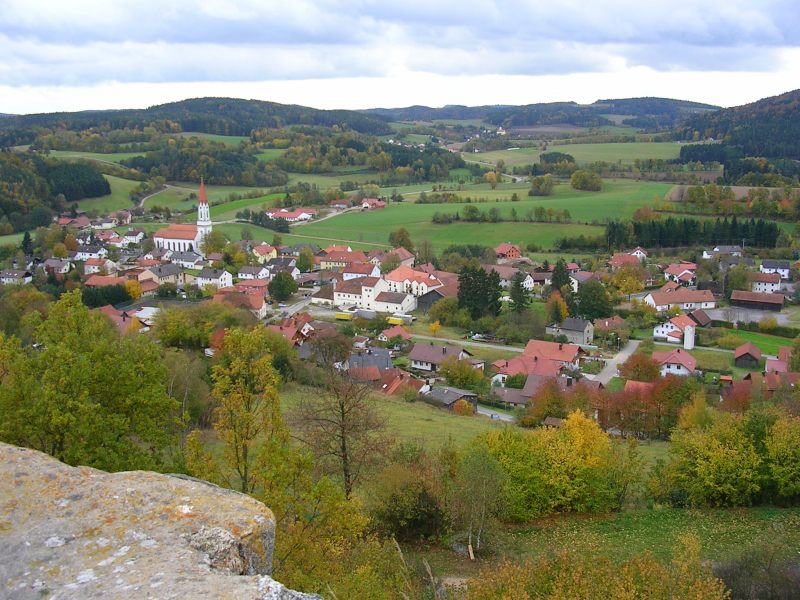
Zell aus der Luft

Auf dieser Seite sind die Baudenkmäler in der Oberpfälzer Gemeinde Zell zusammengestellt. Diese Tabelle ist eine Teilliste der Liste der Baudenkmäler in Bayern. Grundlage ist die Bayerische Denkmalliste, die auf Basis des Bayerischen Denkmalschutzgesetzes vom 1. Oktober 1973 erstmals erstellt wurde und seither durch das Bayerische Landesamt für Denkmalpflege geführt wird. Die folgenden Angaben ersetzen nicht die rechtsverbindliche Auskunft der Denkmalschutzbehörde.

## Baudenkmäler nach Ortsteilen

### Zell
| Lage                                      | Objekt                                          | Beschreibung | Akten-Nr.    | Bild                                            |
| ----------------------------------------- | ----------------------------------------------- | --- | ------------ | ----------------------------------------------- |
| Hauptstraße 7 (Standort)                  | Katholische Pfarrkirche Mariä Himmelfahrt       | Saalbau mit eingezogenem Chor, Satteldach und westlichem Fassadenturm, Werksteingliederungen in Granit und Kalkstein, neugotisch, 1878/86; mit Ausstattung | D-3-72-167-1 | weitere Bilder                                  |
| Hauptstraße 13 (Standort)                 | Pfarrhof                                        | Zweigeschossiger Walmdachbau mit Werksteingliederungen in Granit, im Kern 18. Jahrhundert; Mauer und Tor des ehemaligen Friedhofs, Bruchsteinmauerwerk aus Granit, 18. Jahrhundert; an den Pfarrgarten anschließend                                                              | D-3-72-167-2 | BW                                              |
| Hauptstraße 24; Hauptstraße 26 (Standort) | Ehemalige Schmiede                              | Eingeschossiger und traufständiger Satteldachbau in Blockbauweise mit verschindeltem Giebel, 1. Hälfte 19. Jahrhundert, Dach später aufgesteilt | D-3-72-167-3 | Ehemalige Schmiede                              |
| Nähe Hauptstraße (Standort)               | Figur des heiligen Johannes Nepomuk             | Auf Sockel mit Wappen, Sandstein, spätbarock, bezeichnet mit 1742 | D-3-72-167-5 | BW                                              |
| Oberzeller Straße 1 (Standort)            | Ehemaliges Neues Schloss, jetzt Brauereigasthof | Zweigeschossiger Walmdachbau mit Treppenturm, 18. Jahrhundert, im Kern wohl älter, mit Wappen über der Eingangstür, Werkstein, barock, wohl 1. Hälfte 18. Jahrhundert; Stallgebäude, traufständiger Halbwalmdachbau mit Holzgiebel und gedecktem Gang, 1. Hälfte 19. Jahrhundert | D-3-72-167-4 | Ehemaliges Neues Schloss, jetzt Brauereigasthof |
| Ruine Lobenstein (Standort)               | Burgruine Lobenstein                            | Reste des Wohnturms mit viergeschossigem Turmstumpf und angrenzenden Gebäudeteilen, Bruchsteinmauerwerk, Granit, mittelalterlich | D-3-72-167-6 | weitere Bilder                                  |

### Beucherling
| Lage                                                          | Objekt                     | Beschreibung | Akten-Nr.    | Bild |
| ------------------------------------------------------------- | -------------------------- | --- | ------------ | ---- |
| Kirchstraße 12 (Standort)                                     | Waldlerhaus                | Zweigeschossiger Satteldachbau mit Blockbau-Obergeschoss, 1. Hälfte 19. Jahrhundert                                           | D-3-72-167-9 | BW   |
| Nähe Beucherling (Standort)                                   | Zugehöriger Getreidekasten | Giebelständiger und geständerter Satteldachbau mit Blockbau-Obergeschoss, 19. Jahrhundert                                     | D-3-72-167-8 | BW   |
| Nähe Beucherling, an der Straßenabzweigung Agstall (Standort) | Kapelle                    | Satteldachbau mit Glockendachreiter und Lisenengliederung, 19. Jahrhundert; mit Ausstattung; an der Straßenabzweigung Agstall | D-3-72-167-7 | BW   |

### Hatzelsdorf
| Lage                     | Objekt                                   | Beschreibung | Akten-Nr.     | Bild |
| ------------------------ | ---------------------------------------- | --- | ------------- | ---- |
| Hatzelsdorf 7 (Standort) | Ehemalige Katholische Kirche St. Stephan | Gewölbebau mit Großquadermauerwerk, romanisch, 12./13. Jahrhundert, nach der Säkularisation als Stall und Speicher in ein Bauernhaus einbezogen | D-3-72-167-14 | BW   |

### Hermannsdorf
| Lage                      | Objekt                     | Beschreibung                                                                                              | Akten-Nr.     | Bild |
| ------------------------- | -------------------------- | --- | ------------- | ---- |
| Hermannsdorf 2 (Standort) | Zugehöriger Getreidekasten | Geständerter Obergeschoss-Blockbau mit flachem Satteldach und vorkragendem Giebel, frühes 19. Jahrhundert | D-3-72-167-25 | BW   |

### Hetzenbach
| Lage                      | Objekt                                                | Beschreibung | Akten-Nr.     | Bild           |
| ------------------------- | ----------------------------------------------------- | --- | ------------- | -------------- |
| Leonhardiweg 2 (Standort) | Katholische Filial- und Wallfahrtskirche St. Leonhard | Saalbau mit eingezogenem Chor, Walmdach und westlichem Fassadenturm mit Schweifhelm, Pilastergliederung in Werkstein, 1764 von Christoph Thomas Wolf; mit Ausstattung | D-3-72-167-16 | weitere Bilder |
| Liftstraße 1 (Standort)   | Wohnstallhaus                                         | Eingeschossiger und giebelständiger Satteldachbau mit Blockbau-Giebel, 18. Jahrhundert                                                                                | D-3-72-167-15 | BW             |

### Martinsneukirchen
| Lage                     | Objekt                              | Beschreibung | Akten-Nr.     | Bild           |
| ------------------------ | ----------------------------------- | --- | ------------- | -------------- |
| Schulstraße 5 (Standort) | Katholische Filialkirche St. Martin | Saalbau mit Walmdach, gleich breitem Chor und Chorflankenturm, Pilastergliederungen, Sandstein, 1721; mit Ausstattung; Friedhofsmauer aus Granitbruchstein, 18. Jahrhundert | D-3-72-167-17 | weitere Bilder |

### Oberraning
| Lage                       | Objekt                                 | Beschreibung | Akten-Nr.     | Bild |
| -------------------------- | -------------------------------------- | --- | ------------- | ---- |
| Nähe Oberraning (Standort) | Katholische Nebenkapelle St. Margareta | Saalbau mit eingezogenem Chor, Wandgliederungen und Dachreiter mit Zwiebelhaube, Bruchstein, romanisch, 4. Viertel 12. Jahrhundert, Dachreiter und Fensterformen 18. Jahrhundert; mit Ausstattung | D-3-72-167-18 | BW   |

### Starzenbach
| Lage                                                | Objekt    | Beschreibung | Akten-Nr.     | Bild |
| --------------------------------------------------- | --------- | --- | ------------- | ---- |
| Starzenbach 2; Starzenbach 4; Hinterfeld (Standort) | Bauernhof | Wohnstallhaus (Nr. 2), zweigeschossiger und traufständiger Satteldachbau, Erd- und Obergeschoss des ehemaligen Blockbau-Wohnteils des frühen/mittleren 19. Jahrhunderts, 1932 bzw. 1952 über altem Grundriss in Mauerwerk erneuert, jetzt rückgebaut; Ausnahmshaus mit Remise und Getreidekasten, Blockbau-Kniestock mit Giebelschrot, Ende 18./Anfang 19. Jahrhundert; Scheune, dreiteilige verschalte Ständerkonstruktion des frühen 19. Jahrhunderts, ursprünglich mit Legschindeldach; aus Katzenrohrbach, Gemeinde Walderbach, transferiert und 1991 wiedererrichtet | D-3-72-167-20 | BW   |

### Steinhof
| Lage                  | Objekt        | Beschreibung | Akten-Nr.     | Bild |
| --------------------- | ------------- | --- | ------------- | ---- |
| Steinhof 1 (Standort) | Wohnstallhaus | Zweigeschossiger Satteldachbau mit Blockbau-Obergeschoss, Giebel- und Traufseitschrot und gewölbtem Stall, bezeichnet mit 1848, mit einbezogenen Teilen des Vorgängerbaues von 1753, Giebelaufsteilung 1879; Getreidekasten, zweigeschossiger Halbwalmdachbau mit Blockbau-Obergeschoss und Giebelschrot, 1832 (dendrochronologische Datierung); Scheune, Ständerbau mit geblatteten Bügen und Satteldach, bezeichnet mit 1865 | D-3-72-167-21 | BW   |

### Willetstetten
| Lage                          | Objekt                   | Beschreibung                                                                | Akten-Nr.     | Bild |
| ----------------------------- | ------------------------ | --------------------------------------------------------------------------- | ------------- | ---- |
| Willetstettenweg 6 (Standort) | Ehemaliges Wohnstallhaus | Zweigeschossiger Halbwalmdachbau mit Blockbau-Obergeschoss, 18. Jahrhundert | D-3-72-167-22 | BW   |

### Woppmannsberg
| Lage                       | Objekt        | Beschreibung                                                                                        | Akten-Nr.     | Bild |
| -------------------------- | ------------- | --------------------------------------------------------------------------------------------------- | ------------- | ---- |
| Woppmannsberg 8 (Standort) | Wohnstallhaus | Zweigeschossiger und giebelständiger Satteldachbau mit Blockbau-Obergeschoss, Mitte 19. Jahrhundert | D-3-72-167-23 | BW   |

## Ehemalige Baudenkmäler
In diesem Abschnitt sind Objekte aufgeführt, die früher einmal in der Denkmalliste eingetragen waren, jetzt aber nicht mehr. Objekte, die in anderem Zusammenhang also z. B. als Teil eines Baudenkmals weiter eingetragen sind, sollen hier nicht aufgeführt werden. Aktennummern in diesem Abschnitt sind ehemalige, jetzt nicht mehr gültige Aktennummern.

| Lage                             | Objekt             | Beschreibung | Akten-Nr.     | Bild |
| -------------------------------- | ------------------ | --- | ------------- | ---- |
| Oberpoign Oberpoign 2 (Standort) | Zugehörige Scheune | Verschalte Ständerkonstruktion mit Mitteltenne und zum Teil blechgedecktem Krüppelwalmdach, Ende 18./Anfang 19. Jahrhundert | D-3-72-167-24 | BW   |

## Abgegangene Baudenkmäler
In diesem Abschnitt sind Objekte aufgeführt, die früher einmal in der Denkmalliste eingetragen waren, jetzt aber nicht mehr existieren, z. B. weil sie abgebrochen wurden. Aktennummern in diesem Abschnitt sind ehemalige, jetzt nicht mehr gültige Aktennummern.

| Lage                            | Objekt      | Beschreibung                                                                                            | Akten-Nr.     | Bild |
| ------------------------------- | ----------- | --- | ------------- | ---- |
| Haag Zeller Straße 3 (Standort) | Waldlerhaus | Zweigeschossiger Flachsatteldachbau, mit Blockbau-Obergeschoss und Giebelschrot, Anfang 19. Jahrhundert | D-3-72-167-12 | BW   |